# Sarmalia decolorata
Sarmalia decolorata är en fjärilsart som beskrevs av Karl Grünberg 1914. Sarmalia decolorata ingår i släktet Sarmalia och familjen Eupterotidae. Inga underarter finns listade.